# Karl-Volker Neugebauer
Karl-Volker Neugebauer (* 14. Oktober 1947 in Trebel) ist ein deutscher Offizier, Militärarchivar und -historiker. Er war Mitarbeiter am Militärgeschichtlichen Forschungsamt und Beauftragter für das Museumswesen der Bundeswehr. Außerdem ist er Herausgeber zweier mehrbändiger Lehrbuchwerke zur deutschen Militärgeschichte.

## Leben
Neugebauer leistete nach dem Abitur 1966 am Gymnasium in Lüchow (Wendland) als Reserveoffizieranwärter des Heeres zwei Jahre Wehrdienst bei der Bundeswehr. Danach studierte er Mittelalterliche und Neuere Geschichte, Osteuropäische Geschichte und Geographie an der Christian-Albrechts-Universität zu Kiel, der Albert-Ludwigs-Universität Freiburg und der Universität zu Köln. Während des Studiums 1969 trat er in das Corps Saxonia Kiel (KSCV) ein.
1977 wurde er bei Andreas Hillgruber, ehemals „Leitender Historiker“ am MGFA, an der Philosophischen Fakultät der Kölner Universität mit der Dissertation Die Errichtung der deutschen Militärkontrolle im unbesetzten Frankreich und in Französisch-Nordwestafrika. Eine Studie zum Problem der Sicherung der Südwestflanke von Hitlers Kontinentalimperium zum Dr. phil. promoviert.
Im Dienstgrad eines Majors der Bundeswehr wurde er 1980 Archivrat am Bundesarchiv-Militärarchiv (BArch-MA) in Freiburg im Breisgau. Dort als Referatsleiter tätig, wurde der Militärhistoriker als Mitarbeiter an das Militärgeschichtliche Forschungsamt (MGFA) versetzt. 1994 zog das MGFA nach Potsdam um, wo er als Wissenschaftlicher Oberrat Beauftragter für das Museumswesen der Bundeswehr wurde. 2008 wurde der Beamte, mittlerweile zum Wissenschaftlichen Direktor ernannt, pensioniert.

## Rezeption

### Dissertation
Die Allgemeine Schweizerische Militärzeitschrift bezeichnete Neugebauers Dissertation über ein Einzelproblem des Zweiten Weltkrieges (Die Errichtung der deutschen Militärkontrolle im unbesetzten Frankreich und in Französisch-Nordwestafrika) als eine „umfassende Analyse“. Auch der Stuttgarter Historiker Eberhard Jäckel umfasste die Arbeit in der Historischen Zeitschrift als eine „gründliche Studie aus den Akten in allen Einzelheiten“, aber „ohne […] den bisherigen Kenntnisstand wesentlich zu verändern oder zu erweitern“.

### Militärgeschichtliches Lehrbuch
Neugebauer ist Herausgeber des vielbeachteten Lehrwerks Grundkurs deutsche Militärgeschichte. Dieses ist ein neu bearbeitetes Folgewerk des Doppelbandes Grundzüge der deutschen Militärgeschichte und richtet sich in erster Linie an Offizieranwärter. So werden die umfangreichen Bände auch an den Offizierschulen der Bundeswehr zentral in der militärhistorischen Lehre eingesetzt.
Bereits das Lehrwerk von 1993 wurde in Fachkreisen wahrgenommen wie eine Rezension vom Militärhistoriker Hans Ehlert (MGFA) in der militärischen Fachzeitschrift Europäische Sicherheit zeigt. Ab 2006 folgten die Besprechungen der Bände des Grundkurses, der in zwei Auflagen erschien, u. a. bei H-Soz-Kult (Rüdiger von Dehn), wo zum ersten Band ausgeführt wurde: „Der Reiz des Bandes […] ist die Tatsache, dass hier auch etwas mehr als fünfhundert Seiten Basisdaten und -kontexte reflektiert werden. Der Anspruch, den Band auch als ein Lexikon zu entwerfen, ist durchweg gut erfüllt worden.“ und auf dem Portal für Politikwissenschaft (Timo Lüth), das beim dritten Band eine „deskriptive Schilderung“ ohne „kritische Dimension“ ausmachte. Auch in einer der führenden Fachzeitschriften Militärgeschichtliche Zeitschrift (Björn Brosius und Heike Christina Mätzing) nahmen Rezensenten Stellung zum Gesamtwerk.

## Schriften (Auswahl)

### Monografien
- Die deutsche Militärkontrolle im unbesetzten Frankreich und in Französisch-Nordwestafrika 1940–1942. Zum Problem der Sicherung der Südwestflanke von Hitlers Kontinentalimperium (= Wehrwissenschaftliche Forschungen, Abteilung Militärgeschichtliche Studien. Band 27). Harald Boldt-Verlag, Boppard am Rhein 1980, ISBN 3-7646-1752-7.

### Herausgeberschaften
- Grundzüge der deutschen Militärgeschichte. Im Auftrag des Militärgeschichtlichen Forschungsamtes, 2 Bände, Rombach Verlag, Freiburg im Breisgau 1993, ISBN 3-7930-0662-6.

- Band 1: Historischer Überblick (Textband). Mit Beiträgen von Karl Diefenbach, Siegfried Fiedler, Bernhard R. Kroener, Karl-Volker Neugebauer, Heiger Ostertag, Hans-Martin Ottmer, Werner Rahn, Heinrich Walle und Manfred Zeidler.
- Band 2: Arbeits- und Quellenbuch (Quellenband)

- H. Dv. 487 Führung und Gefecht der verbundenen Waffen (FuG) (= Bibliotheca rerum militarium. 53). Mit einer Einführung von Karl-Volker Neugebauer, Neudruck der Ausgabe 1921/1924 in 3 Teilen, Biblio Verlag, Osnabrück 1994, ISBN 3-7648-1793-3.
- Grundkurs deutsche Militärgeschichte. Drei Bände mit interaktiver DVD. Im Auftrag des Militärgeschichtlichen Forschungsamtes, R. Oldenbourg Verlag, München 2006–2008. (2. Auflage 2009)

- Band 1: Die Zeit bis 1914. Vom Kriegshaufen zum Massenheer. Mit Beiträgen von u. a. Michael Busch, Michael Epkenhans, Stephan Huck, Karl-Volker Neugebauer und Matthias Rogg, 2006, ISBN 3-486-57853-7.
- Band 2: Das Zeitalter der Weltkriege, 1914 bis 1945. Völker in Waffen. Mit Beiträgen von u. a. Ernst Willi Hansen und Karl-Volker Neugebauer, 2007, ISBN 978-3-486-58099-0.
- Band 3: Die Zeit nach 1945. Armeen im Wandel. Mit Beiträgen von u. a. Eberhard Birk, Manfred Görtemaker, Reiner Pommerin, Rüdiger Wenzke und Irmgard Zündorf, 2008, ISBN 978-3-486-58100-3.
- Band 4: Vom Mittelalter bis zur Gegenwart. Menschen, Macht und Militär. 2008, ISBN 978-3-486-58101-0 (DVD).

### Bearbeitungen
- Aufbau einer militärgeschichtlichen Sammlung. Hilfen zum Gestalten von Ausstellungen für die historische Bildung in der Bundeswehr. DSK FF148220114. Hrsg. durch das Bundesministerium der Verteidigung, Führungsstab der Streitkräfte I 4, Bonn 2000 (PDF).

### Beiträge in Sammelbänden
- Operatives Denken zwischen dem Ersten und Zweiten Weltkrieg. In: Militärgeschichtliches Forschungsamt (Hrsg.): Operatives Denken und Handeln in deutschen Streitkräften im 19. und 20. Jahrhundert (= Vorträge zur Militärgeschichte. Band 9). E.S. Mittler & Sohn, Herford u. a. 1988, ISBN 3-8132-0299-2, S. 97–122.
- Askese und Ökonomie. Die Bedeutung der Zisterzienser für die kulturelle und wirtschaftliche Entwicklung im mittelalterlichen Europa. In: Andreas Behrendt, Jens Rüffer (Hrsg.): Spiritualität in Raum und Bild (= Studien zur Geschichte, Kunst und Kultur der Zisterzienser. Band 26). Lukas Verlag, Berlin 2007, ISBN 978-3-86732-015-3, S. 9–25.